# Лоранта
Лоранта (рум. Loranta) — село у повіті Біхор в Румунії. Входить до складу комуни Брустурі.
Село розташоване на відстані 419 км на північний захід від Бухареста, 31 км на схід від Ораді, 104 км на північний захід від Клуж-Напоки.

## Населення
За даними перепису населення 2002 року у селі проживала 101 особа.
Національний склад населення села:
| Національність | Кількість осіб | Відсоток |
| -------------- | -------------- | -------- |
| румуни         | 54             | 53,5%    |
| словаки        | 47             | 46,5%    |

Рідною мовою назвали:
| Мова      | Кількість осіб | Відсоток |
| --------- | -------------- | -------- |
| румунська | 54             | 53,5%    |
| словацька | 47             | 46,5%    |